# Microrégion de Santa Cruz do Sul

Localisation de la microrégion de Santa Cruz do Sul

La microrégion de Santa Cruz do Sul est une des microrégions du Rio Grande do Sul appartenant à la mésorégion du Centre-Est du Rio Grande do Sul. Elle est formée par l'association de seize municipalités. Elle recouvre une aire de 5 564,553 km2 pour une population de 317 715 habitants (IBGE - 2005). Sa densité est de 57,1 hab./km2. Son IDH est de 0,782 (PNUD/2000).

## Municipalités[1]
- Arroio do Tigre
- Candelária
- Estrela Velha
- Gramado Xavier
- Herveiras
- Ibarama
- Lagoa Bonita do Sul
- Mato Leitão
- Passa Sete
- Santa Cruz do Sul
- Segredo
- Sinimbu
- Sobradinho
- Vale do Sol
- Venâncio Aires
- Vera Cruz

## Microrégions limitrophes
- Lajeado-Estrela
- Cachoeira do Sul
- São Jerônimo
- Restinga Seca
- Santiago
- Cruz Alta
- Soledade